# Idrætsparken
Københavns Idrætspark, sau Idrætsparken, cunoscut și ca Parken, a fost un stadion polivalent în Copenhaga, Danemarca. În 1992 a fost înlocuit cu Stadionul Parken. Capacitatea stadionului a fost de 52 377 spectatori.
Între 1911 și 1990, naționala Danemarcei a jucat pe el 232 de meciuri. din ele câștigând 125 și pierzând 66.